# Viktorie Jánská
Viktorie Jánská (* 7. srpna 2006 v Plzni) je česká atletka, mládežnická reprezentantka a závodnice AK Škoda Plzeň. Mezi její hlavní disciplíny patří sprint, překážkový běh a skok daleký.

## Atletická kariéra
S atletikou začala v 8 letech. Věnovala se víceboji, ale v současné době jsou její hlavní disciplíny skok daleký a 100 m překážek.
V roce 2022 se poprvé objevila v reprezentačních barvách na ME U17 v Jeruzalémě, kde na 100m překážek skončila v semifinále.
Ještě ten stejný rok se kvalifikovala na EYOF do Banské Bystrice na 100 m př. a skok daleký. Výkon 13.84s stačil na páté místo. Naopak 5.73 m při skoku dalekém přineslo bronz.
EYOF 2023 v Mariboru přinesl Jánské opět 3. a 5. místo. Výkonem 5.97 m si sice zlepšila své osobní maximum – na cenný kov to však nestačilo. Naopak to byla štafeta (100x200x300x400m), díky které si bronzovou medaili z festivalu odvezla.
Na domácí půdě se může pyšnit jako pětinásobná mistryně ČR dorostu (skok daleký, 100m př.). Zároveň je spoludržitelkou třech rekordů ČR na štafetách napříč žactvem a dorostem.

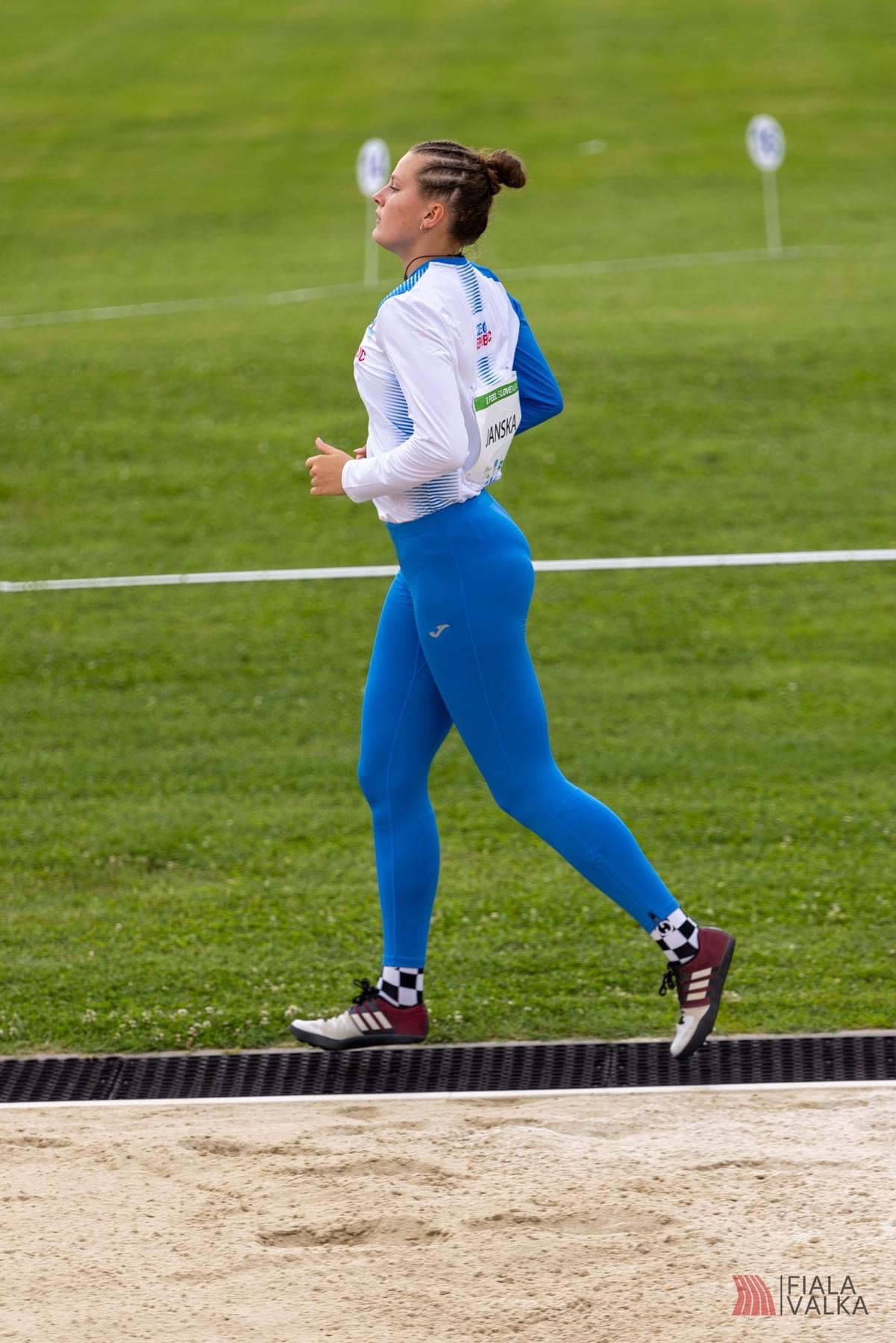
Viktorie Jánská na EYOF 2023

## Osobní rekordy

### Dráha
- 100m překážek: 13.57 s, 5. 6. 2023 – Praha-Juliska
- skok daleký: 6.08 m, 2. 7. 2023 – Ostrava

### Hala
- 60m překážek: 8.43 s, 22. 1. 2023 – Praha-Stromovka
- skok daleký: 6.06 m, 25. 2. 2023 – Ostrava

## České rekordy

### Dráha dorostenky
- 4 x 100 m: 46.64 s, 17. 6. 2023 – Praha-Juliska

### Hala dorostenky
- 4 x 200 m: 1:38.98 s, 26. 2. 2023 – Ostrava

### Hala Žákyně
- 4 x 200 m: 1:42.82 s, 1. 3. 2020 – Praha-Stromovka